# Arkadij Szczepietilnikow
Arkadij Nikołajewicz Szczepietielnikow (ros. Аркадий Николаевич Щепетильников, ur. 11 lipca 1930) – radziecki polityk.

## Życiorys
Początkowo pracował w truście budowlanym w obwodzie rostowskim, w latach 1948-1951 uczył się w technikum w Nowoczerkasku, w 1954 ukończył Wyższe Kursy Inżynieryjne przy Instytucie Inżynieryjno-Budowlanym w Rostowie nad Donem. Był głównym inżynierem zarządu budowlanego trustu "Wołocho-Wugol" kombinatu "Tułaugol" w Kiriejewsku w obwodzie tulskim, w latach 1957-1959 szefem zarządu budowlanego trustu "Krasnoarmiejskszachtostroj" w Nowogrodowce w obwodzie donieckim, w latach 1959-1961 szefem działu technicznego i głównym inżynierem trustu "Donieckżylstroj" w Doniecku, kolejno (1961-1964) zarządcą trustu "Krasnoarmiejskżylstroj" w Krasnoarmijśku. Następnie szefował kombinatowi "Donieckżylstroj" w Doniecku, między 1966 a 1968 zarządzał trustem "Ukrstroj" w Taszkencie, w latach 1968-1975 był zastępcą, a w latach 1975-1979 I zastępcą ministra budownictwa przemysłowego Ukraińskiej SRR. W latach 1979–1981 był ministrem prac montażowych i specjalnych prac budowlanych Ukraińskiej SRR, następnie (1981-1985) ministrem budownictwa przemysłowego Ukraińskiej SRR, od lipca 1985 do września 1986 ministrem budownictwa przemysłowego ZSRR, a od września 1986 do lipca 1989 ministrem budownictwa w południowych rejonach ZSRR. Od lipca 1989 do rozpadu ZSRR był ministrem budownictwa w południowych rejonach RFSRR. Od 6 marca 1986 do 2 lipca 1990 był zastępcą członka KC KPZR. Deputowany do Rady Najwyższej ZSRR XI kadencji.

## Odznaczenia i nagrody
- Order Lenina
- Order Czerwonego Sztandaru Pracy (dwukrotnie)
- Order „Znak Honoru”
- Nagroda Państwowa ZSRR